# Wil Albeda
Willem (Wil) Albeda (Róterdam, 13 de junio de 1925 - Maastricht, 6 de mayo de 2014) fue un político neerlandés.

## Biografía
Albeda fue un político de ARP y CDA que una vez se describió a sí mismo como un sindicalista. Había trabajado durante mucho tiempo en la Federación de Construcción cristiana y la CNV. Luego fue profesor de política socioeconómica en Róterdam. Albeda estaba interesado en las cuestiones internacionales. Desde 1966 fue miembro y desde 1973 presidente del grupo de ARP en el Senado. Fue ministro de Asuntos Sociales en el primer gabinete de Van Agt. Después de esto regresó al Senado y más tarde fue elegido presidente del Consejo Científico para la Política Gubernamental.